# أندرو دسوزا
أندرو دسوزا (بالإنجليزية: Andrew D’Souza) هو لاعب كرة الريشة كندي، ولد في 1 يوليو 1994 في أوتاوا في كندا.

## وصلات خارجية
- أندرو دسوزا على موقع BWF.tournamentsoftware.com (الإنجليزية)
- أندرو دسوزا على موقع BWFbadminton.com (الإنجليزية)
- أندرو دسوزا على موقع اللجنة الأولمبية الكندية (الإنجليزية)
- أندرو دسوزا على موقع اتحاد ألعاب الكومنولث (مؤرشف) (الإنجليزية)
- أندرو دسوزا على موقع دورة ألعاب الكومنولث 2014 (مؤرشف) (الإنجليزية)